# Rafael Bianciotto
Rafael Bianciotto est un metteur en scène et comédien de théâtre franco-argentin né à Buenos Aires (Argentine) le 27 février 1966. Il est installé en France depuis 1990.

## Biographie
Il fait des études d'informatique à l'Université de Buenos Aires (UBA) où il découvre le théâtre avec Diego Golombek (es). Cette expérience l’amènera à suivre la voie des planches du théâtre. Il fait l'école El Parque (CELCIT) dirigé par Alberto Cattan et Julian Howard. Plus tard en France, il rencontre Mario Gonzalez et devient son disciple. Il découvre l'art du jeu masqué, la Commedia dell'arte, le Clown et le « masque neutre ». Il devient son assistant au Conservatoire national supérieur d'art dramatique. En parallèle fait des études théâtrales à l'Université Sorbonne Nouvelle - Paris 3.
Il crée sa propre compagnie Zéfiro Théâtre à Paris ainsi que The New York Mask & Clown Workshop  avec Carine Montbertrand et Ariane Anthony à New York. Il est également pédagogue et dirige des stages en France et à l'étranger, notamment aux États-Unis, en Suède et en Islande. Il a donné des masterclass au CNIPAL et enseigné au Conservatoire Régional d'Orléans, au Conservatoire National de Suède à Luleå (LTU), et à the Iceland Academy of The Arts à Reykjavik . "Scholar-in-Residence" et professeur au Ramapo College et Bergen Comunity College de New Jersey (USA). Lauréat de la commission Fulbright France 2015.

## Théâtre
Metteur en scène
- Un Songe d'une nuit d'été de William Shakespeare, co-mis en scène avec Mario Gonzalez, création mars 2023 France
- Cap au Nord solo de clown de et avec Françoise Simon avec Cie A Vol D’Oiseau création en cours 2023
- Hið ævintýri um missi solo de clown co-écrit avec Grima Kristjansdottir , à Tjarnarbio Reykjavik Islande , septembre 2022
- Il n'y a pas de problème avec les femmes spectacle pour deux Clownes avec La Cie à Vol d'Oiseau 2021
- La Stratégie de la Seiche de Valérie Reich création 2020-2021 avec la Cie Médiane
- Origines création collective juillet 2019 Théâtre Clavel Paris
- Sókrates[8] Opéra Clown philosophique d'après les derniers jours de Socrate, co-mise en scène avec Bergur Ingólfsson, création Octobre 2015, Théâtre de la Ville de Reykjavik, Islande
- Candide[9] by Voltaire, création avril 2015, Berrie Center Ramapo College of New Jersey, USA
- Preuve d'Amour[10] d'après Roberto Arlt, création avril 2014, Avignon OFF 2016 et 2018
- La Tempête [11],[12] de William Shakespeare, co-mise en scène avec Ned Grujic, création novembre 2012, France
- Candide [13] d'après Voltaire, création mars 2010, France
- The Twelve Night [14] de W. Shakespeare, création 2009, Islande
- Deadly Sins, a divine Comedy [15] d'après Dante création 2008, Islande
- Grand-peur et misère du Troisième Reich [16] de Bertolt Brecht Création 2007 Cie Naxos Théâtre
- Lysistrata [17] d'après Aristophane, février 2005, Avignon 2007, France
- La Jalousie du barbouillé co-mise en scène avec Benoît Lavigne [18] de Molière, création juillet 1999 Festival des Jeux de Sarlat, Théâtre Lucernaire, Avignon 2001, France
- Molière undone d'après Les Précieuses ridicules de Molière, 1998, États-Unis
- The Forced Marriage de Molière, 1997, New York, États-Unis
- Molière à la carte d'après les textes de Molière, création Cie Des Omérans [19] 1996 France
- C'est la crise cerise, création Cie UBAC, Marseille 1993, France

Comédien
- L'Ombre des Corbeaux film de fiction de Elvira Barboza 2021
- Preuve d'Amour d'après Roberto Arlt création avril 2014, Avignon OFF 2016 et 2018
- La Tempête [11] de William Shakespeare, mise en scène avec Ned Grujic, création novembre 2012, France
- Candide [13] d'après Voltaire, création mars 2010, France
- Ah Scapin d’après Les Fourberies de Scapin de Molière mise en scène Mario Gonzalez Avignon 2001 et 2004 tournée en Amérique Latine 2003
- Le Rêve Argentin (Stéfano) de A. Discépolo Mise en scène Oscar Sisto Théâtre du Renard à Paris 2000
- La Jalousie du barbouillé [18] de Molière, mise en scène Benoît Lavigne et Rafael Bianciotto création juillet 1999, France
- Molière Malgré Lui de Frédéric Smektalà d’après l’œuvre de Molière, à Fréjus juillet 1997.
- Comédies Madrigalesques spectacle musical, basé sur des Madrigaux de Banchieri et Vecchi. Mise en scène Mireille Larroche. Avec l'Ensemble Clément Janequin, à l’Opéra Bastille, Opéra de Versailles, Opéra de Montpellier, tournée au Japon 1995. Tournée Européenne 1996, Opéra-Comique 1997
- L'Amour médecin de Molière, Mise en scène Mario Gonzalez Festival de Versailles, Théâtre des Quartiers d'Ivry 1992/93
- Zyrko Création. mise en scène Alberto Cattan, Teatro El Parque 1988/89 Buenos Aires, Argentine.
- Dieu, une comedie de Woody Allen. mise en scène Diego Golombek (es) 1987 Buenos Aires, Argentine.
- Vincent et Les Corbeaux de Pacho O'Donnell (en). Mise en scène Diego Golombek 1986 Buenos Aires, Argentine.